# Sokołów (Sieradz)
Pour les articles homonymes, voir Sokołów.
Sokołów est une localité polonaise de la gmina et du powiat de Sieradz en voïvodie de Łódź.